# Ö

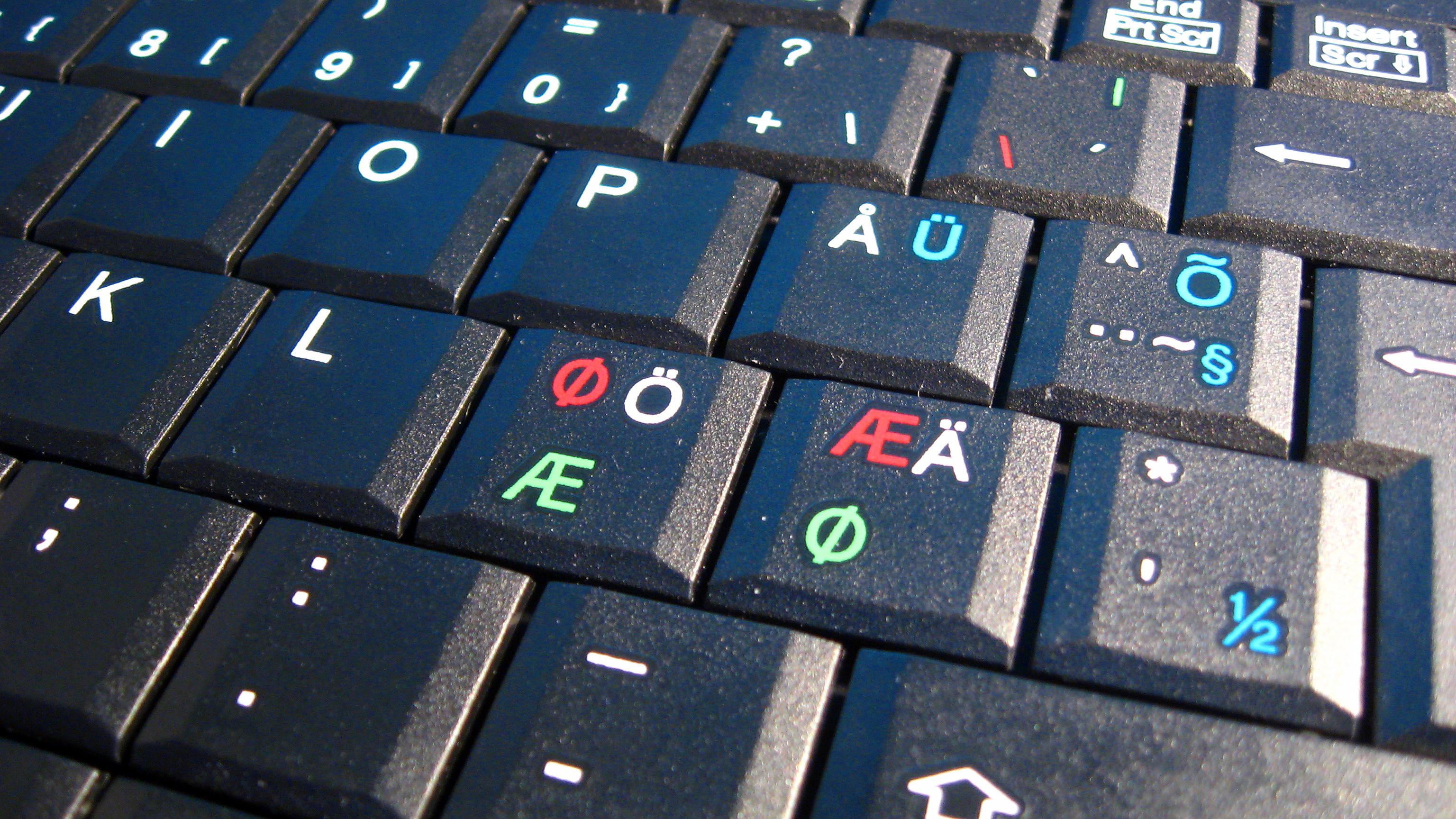
Znak ö na klawiaturze komputera

Ö, Öö (O diereza lub O umlaut) – litera alfabetu łacińskiego używana między innymi w językach niemieckim, wilamowskim, szwedzkim, islandzkim, fińskim, węgierskim, estońskim, tureckim, azerskim i wielu alfabetach fonetycznych.
Oznacza zwykle samogłoskę średnią przednią zaokrągloną, taką jak [ø] lub [œ].
W językach, w których alfabetach nie ma tej litery (m.in. w polskim), niemiecki znak ö zastępuje się często dwuznakiem „oe”.
W języku szwedzkim, fińskim i islandzkim jest ostatnią literą alfabetu.